# کهکشان شکست لیمن
کهکشان شکست لیمن (انگلیسی: Lyman-break galaxy) کهکشان‌های ستاره‌زایی در انتقال به سرخ زیاد هستند که با استفاده از ظاهر متفاوت کهکشان در چندین فیلتر تصویربرداری به دلیل موقعیت حد لیمن انتخاب می‌شوند. این تکنیک عمدتاً برای انتخاب کهکشان‌ها در جابه‌جایی‌های قرمز z = ۳–۴ با استفاده از فیلترهای فرابنفش و نوری استفاده شده است، اما پیشرفت در اخترشناسی فرابنفش و در اخترشناسی فروسرخ امکان استفاده از این روش را در جابه‌جایی‌های قرمز پایین‌تر و بالاتر با استفاده از پرتو ماوراء بنفش و فیلترهای نزدیک به فروسرخ را فراهم می‌کند.
تکنیک انتخاب کهکشان شکست لیمن بر این واقعیت متکی است که تابش با انرژی‌های بالاتر از حد لیمن در ۹۱۲ Å تقریباً به‌طور کامل توسط گاز خنثی در اطراف مناطق ستاره‌ساز کهکشان‌ها جذب می‌شود. در قاب باقیمانده کهکشان گسیل‌کننده، طیف گسیل‌شده در طول‌موج‌های بیشتر از ۹۱۲ Å روشن است، اما در طول‌موج‌های کوتاه‌تر بسیار کم‌نور یا نامحسوس است – این به‌عنوان «قطع» یا «شکست» شناخته می‌شود و می‌توان از آن برای یافتن استفاده کرد. موقعیت حد لیمن نور با طول موج کمتر از ۹۱۲ Å در محدودهٔ فرابنفش دور قرار دارد و توسط جو زمین مسدود می‌شود، اما برای کهکشان‌های بسیار دور، طول موج‌های نور به‌طور قابل توجهی به دلیل انبساط کیهان کشیده می‌شود. برای یک کهکشان در انتقال به سرخ z = ۳، گسست لیمن در طول موج‌های حدود ۳۶۰۰ Å به نظر می‌رسد، که به اندازهٔ کافی طولانی است که توسط تلسکوپ‌های زمینی یا فضایی شناسایی شود.
سپس کهکشان‌های کاندید اطراف انتقال به سرخ z = ۳ را می‌توان با جستجوی کهکشان‌هایی انتخاب کرد که در تصویرهای نوری (که به طول‌موج‌های بیشتر از ۳۶۰۰ Å حساس هستند)، اما در تصویرهای فرابنفش (که در طول موج‌های کوتاه‌تر از ۳۶۰۰ به نور حساس هستند) ظاهر نمی‌شوند. آ). این روش ممکن است برای جستجوی کهکشان‌ها در سایر جابه‌جایی‌ها با انتخاب مجموعه‌های مختلف فیلترها سازگار شود - این روش تا زمانی کار می‌کند که تصویرها از حداقل یک فیلتر بالاتر و پایین‌تر از طول موج حد لایمان منتقل شده به سرخ گرفته شوند. به منظور تأیید انتقال به سرخ تخمین زده شده توسط انتخاب رنگ، طیف‌سنجی پیگیری انجام می‌شود. هرچند اندازه‌گیری‌های طیف‌سنجی برای به دست آوردن یک انتقال به سرخ با دقت بالا ضروری است، طیف‌سنجی معمولاً بسیار زمان‌برتر از تصویربرداری است، بنابراین انتخاب کهکشان‌های کاندید از طریق تکنیک شکستن لیمن، کارایی بررسی‌های کهکشانی با جابه‌جایی بالا به سرخ را تا حد زیادی بهبود می‌بخشد.